# Salmo akairos
Salmo akairos és una espècie de peix de la família dels salmònids i de l'ordre dels salmoniformes.

## Morfologia
- Els mascles poden assolir 18 cm de longitud total[3] i les femelles 15,04.
- Nombre de vèrtebres: 56-58.[4]

## Alimentació
Menja copèpodes del gènere Cyclops i algues (incloent-hi diatomees).

## Hàbitat
Viu en zones d'aigües dolces temperades.

## Distribució geogràfica
Es troba al Marroc: llac Ifni.